# わかラ部
『わかラ部』（わからぶ）は、テレビ和歌山で2025年（令和7年）4月4日から生放送されている情報バラエティ番組である。
このページでは、2013年（平成25年）4月7日から2018年（平成30年）3月23日まで放送されていた『ワンカツ』、2018年（平成30年）4月6日から2025年（令和7年）3月28日まで放送されていた『みんなで作る和歌山情報 わくわく編集部』（みんなでつくるわかやまじょうほう わくわくへんしゅうぶ）についても述べる。

## 概要
2014年（平成26年）3月28日まで放送された『@あっと!テレわか』の後継番組として、これまで月曜19時台に隔週新作収録で放送されていた『ワンカツ』を金曜19時台に枠移動を行ったうえで、毎週新作生放送に変更した。2018年（平成30年）4月改編にて『ニュース&情報 5チャンDO!』の番組終了と『ワンカツ』MCの瀬村奈月アナウンサーのテレビ和歌山退職に伴い、『みんなで作る和歌山情報 わくわく編集部』にタイトルを改称したうえで、出演者追加、新コーナー開始、放送時間の40分拡大などの大幅なリニューアルを行った。『みんなで作る和歌山情報 わくわく編集部』では「和歌山が大好き、和歌山を自慢したい人たちの情報をもとにメジャーな情報からマイナーな情報まで編集部員が取材し紹介していきます。」として、和歌山県内のさまざまな情報を伝える。
2020年（令和2年）4月3日から、再リニューアルとして放送時間の15分拡大や新コーナー開始、既存コーナーの改変などを行った。
『みんなで作る和歌山情報 わくわく編集部』としての放送は2025年（令和7年）3月28日が最後となった。同年4月4日からは『わかラ部』にタイトルを改称してうえで、放送時間の35分拡大や新コーナー開始など再々度大幅なリニューアルを行った。

## コーナー

### ワンカツ
わんだーらんどの青春Boy 青春Girl
MCのわんだーらんどが和歌山県内の高校を訪ね、部活動などに励む生徒を紹介するコーナー。
女子力アップ作戦
MCの瀬村奈月が女子力アップに日々奮闘するコーナー。
DANCE STUDIO GLAM
GLAM ENTERTAINMENT協力によるダンスコーナー。
ワンカツもしもし
MCのわんだーらんど、瀬村奈月とおしゃべりを行う視聴者参加の電話コーナー。
ワンカツ調査部
柳橋さやかが和歌山県内の気になることを調査するコーナー。
ナッキーのいいね!セレクション&ビューティーガイド
女子力アップ作戦の後継コーナーでMCの瀬村奈月と廣甚協力による宣伝コーナー。
瑠香のわがまち自慢ドライブ
AKB48の山本瑠香とMCの瀬村奈月が和歌山トヨタがお勧めするトヨタ車に乗り、和歌山県内の定番スポットやグルメを求めてドライブするコーナー。
きのくに線すごろく 電車ちごて車やで
MCのわんだーらんどが担当。和歌山駅から新宮駅までを舞台に各駅をすごろくに見立て、サイコロで出た目の数だけ先の駅の近くまでヒッチハイクで進む。移動先の駅の近くに到着すると番組ディレクターから指令が与えられるので、その指令をクリアすると先に進める。
テイクアウトグルメ
和歌山県内のテイクアウトできるお店を紹介するコーナー。

### みんなで作る和歌山情報 わくわく編集部
巻頭特集
編集部員が取材した特集コーナー。2019年10月からは「ロケハン」に統合された。
ロケハン
編集部員が和歌山県内各市町村に赴き、その地の名物や隠れたスポットを紹介する。
瑠香のわかやま絶景ドライブ
『ワンカツ』で放送されていた「瑠香のわがまち自慢ドライブ」の後継コーナー。編集部員であるAKB48の山本瑠香と安藤万結が和歌山トヨペットがお勧めするトヨタ車に乗り、和歌山県内をドライブする。
WTVニュース
県内のニュースを伝える。前座番組だったものを2020年から当番組の1コーナーとした。
わかやま1week　県内1週間の出来事
ゲストとともに直近1週間の和歌山県内の出来事を振り返る。2020年のリニューアルの一環として新たにスタートした。
日本まんなか直送便
「日本まんなか直送便」を参照。
なんて素敵な和歌山なんでしょう
コーナー名の由来はL'Arc〜en〜Cielボーカリストのhyde（和歌山県和歌山市出身）が和歌山市ふるさと観光大使就任時にSNS上でつぶやいた内容を拝借したもの。コーナー内容は特集と視聴者からのお便りを紹介する。
きのくに線 駅チカ物語
きのくに活性化センター協力によるきのくに線の駅周辺を街ブラするコーナー。開始当初は「なんて素敵な和歌山なんでしょう」の特集として放送されていたが、後に単独コーナーとなった。
ちょこっとクッキング
料理研究家のいくおによる料理コーナー。
セリカ感激!わかやま定番ドライブ
「瑠香のわかやま絶景ドライブ」の後継コーナー。編集部員であるAKB48の永野芹佳と安藤万結が和歌山トヨペットがお勧めするトヨタ車に乗り、和歌山県内をドライブする。
enjoy!ガーデニング
GARDENER'S JAPAN協力による園芸コーナー。
＋HAUS〜幸せを建てる〜
株式会社サンクリエーション（DesiE）協力による住宅紹介コーナー。

### わかラ部
やのぶらLIVE
中継部員のやのぱんが和歌山県内各所から中継するコーナー。
安田大サーカスHIROのあちこちおじゃまします
中継部員の安田大サーカスのHIROが和歌山県内のグルメなどを堪能するコーナー。
ほうぼてたいにいきます
わかラ部のディレクターが和歌山県内の農家を訪ね、農産物を紹介するコーナー。
わかラ部調査隊
『ワンカツ』で放送されていた「ワンカツ調査部」の後継コーナー。わかラ部のディレクターが和歌山県内の気になることを調査するコーナー。
わかラ部応援団
和歌山県内の企業・団体による宣伝コーナー。
和歌山ときめきドライ部
『みんなで作る和歌山情報 わくわく編集部』で放送されていた「セリカ感激!わかやま定番ドライブ」の後継コーナー。AKB48の永野芹佳と元AKB48の山本瑠香が和歌山トヨペットがお勧めするトヨタ車に乗り、和歌山県内をドライブする。
日本まんなか直送便
「日本まんなか直送便」を参照。

## 出演者

### ワンカツ
※ 出演者は最終回時点のもの。
MC
- わんだーらんど[12]
- 瀬村奈月（当時テレビ和歌山アナウンサー）[12]

コーナー出演
- 柳橋さやか - 「ワンカツ調査部」[32]。
- 山本瑠香（当時AKB48） - 毎月最終週に放送される「瑠香のわがまち自慢ドライブ」[15][14]。

### みんなで作る和歌山情報 わくわく編集部
※ 出演者は最終回時点のもの。
編集長
- やのぱん

副編集長
- 本谷紗己

編集部員
- マエオカテツヤ
- HIRO（安田大サーカス）
- 柳橋さやか
- 永野芹佳（AKB48）
- すみたに
- わんだーらんど
- 内川華月
- 風尾彩花（テレビ和歌山アナウンサー）

過去
- 山田みゆき（テレビ和歌山アナウンサー） - 番組開始から2019年3月までの1年間、編集長補佐として出演[33]。
- 山本瑠香（当時AKB48） - 編集部員降板後は安藤万結の後任として「セリカ感激!わかやま定番ドライブ」のコーナー出演を行っていた[22]。
- 新宅マキ
- 安藤万結（当時テレビ和歌山アナウンサー）

### わかラ部
※ 出演者は2025年4月時点のもの。
部長
- 風尾彩花（テレビ和歌山アナウンサー）

部活顧問
- スマイル
- 女と男

中継部員
- やのぱん
- HIRO（安田大サーカス）

部員
- 永野芹佳（AKB48）
- ルルデイジー
- 重谷ほたる
- 中川朋香（NMB48）

## 放送時間

### ワンカツ
- 2013年4月7日[35] - 2013年9月22日：日曜日 23:30 - 翌0:00[注釈 2]
- 2013年10月7日[36] - 2014年3月24日[9]：月曜日 19:30 - 20:00[注釈 2]
- 2014年4月4日[1] - 2018年3月23日[2][3]：金曜日 19:00 - 19:30

### みんなで作る和歌山情報 わくわく編集部
- 2018年4月6日[4] - 2020年3月27日：金曜日 18:15 - 19:25[4]
- 2020年4月3日 - 2025年3月28日[5]：金曜日 18:00 - 19:25

### わかラ部
- 2025年4月4日[6] - ：金曜日 18:30 - 20:30[6]